# Tour de Timor 2009

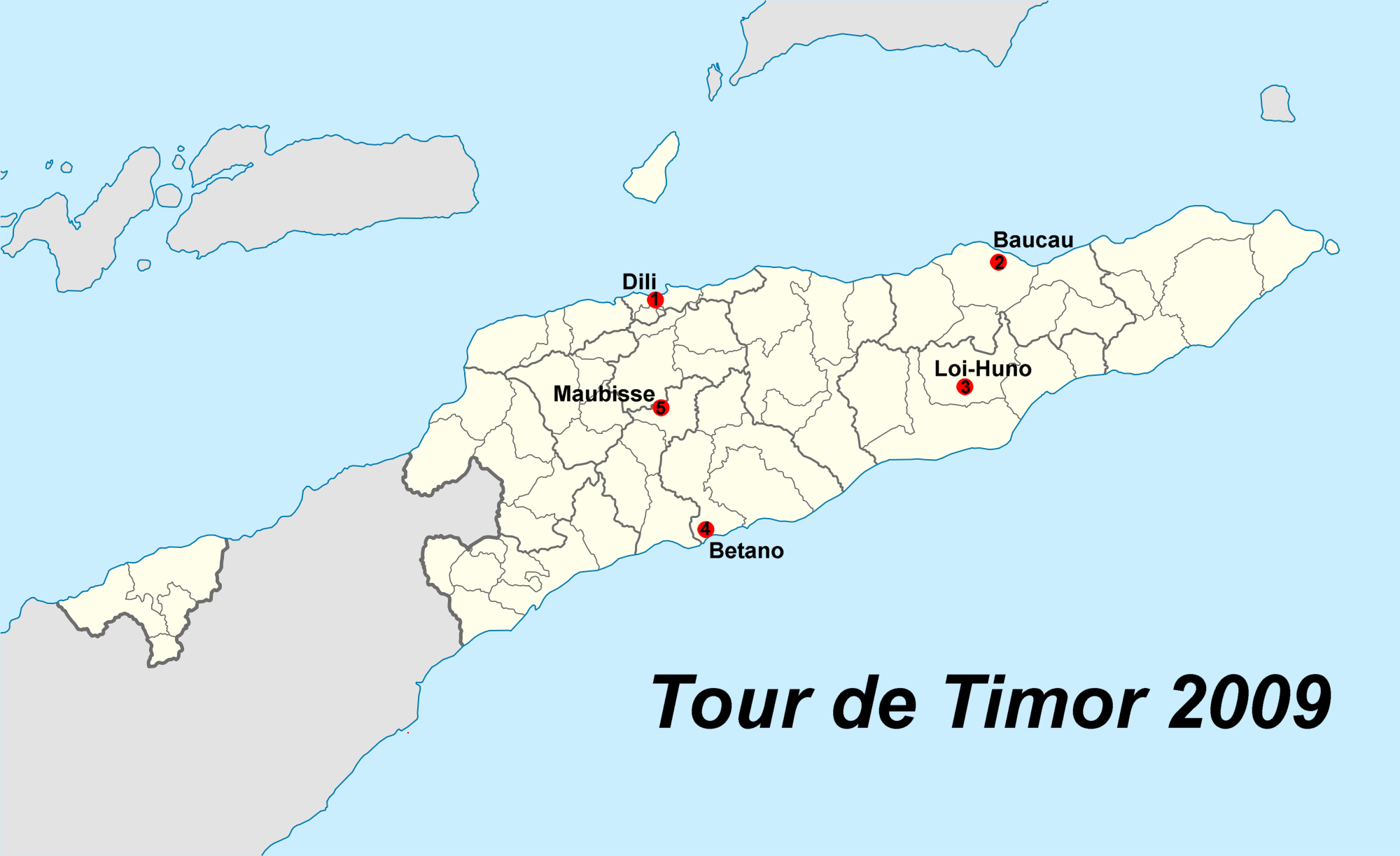
Tour de Timor 2009

Die Tour de Timor 2009 war die erste Ausgabe des jährlichen Mountainbikerennens in Osttimor.
Bereits 2006 plante man die Durchführung, allerdings kam es dann zu Unruhen, so dass die Sportveranstaltung abgesagt werden musste. 2009 war die Sicherheitslage wieder stabil genug, um internationale Sportveranstaltungen durchzuführen.
Die Tour lief über fünf Tage vom 24. bis zum 28. August 2009 statt. 257 Radfahrer aus 15 Ländern traten an, darunter 25 aus Osttimor und auch zwei aus Deutschland. Die Strecke führte durch neun der 13 Distrikte des Landes und begann am Präsidentenpalast in Dili, von wo sie entlang der Küste 128 Kilometer nach Baucau führte. Am zweiten Tag ging es durch das Landesinnere in den Distrikt Viqueque mit einem 20-Kilometer-Anstieg bis Loi-Huno, gefolgt von einer 80 Kilometer langen Fahrt entlang der Südküste. Am vierten Tag führte die Route vom Küstenort Betano 70 Kilometer nach Maubisse. Der höchste Punkt der Strecke lag bei 1835 m an der von den Fahrern Horta’s Heartbreak Hill genannten Spitze. Am letzten Tag führte eine 95 Kilometer lange Strecke durch das Kaffeeanbaugebiet Osttimors zurück nach Dili.
Sieger wurde der Australier Neil Van der Ploeg in einer Fahrtzeit von 14:23:26. Die Siegerprämie betrug 15.000 US-Dollar. Beste Frau wurde die Australierin Tory Thomas (5000 US-Dollar Prämie) in 17:13:40. Der beste Osttimorese war Ozorio Marquas auf Gesamtplatz 22. Die Gesamthöhe der Preisgelder betrug 75.000 US-Dollar.
Die größte Sponsorin der Tour 2009 als Einzelperson war Königin Rania von Jordanien.